# Ning-te
Ning-te (čínsky pchin-jinem Níngdé, znaky 寕德) je městská prefektura v Čínské lidové republice. Leží v provincii Fu-ťien, má rozlohu 13 103 čtverečních kilometrů a v roce 2020 zde žily více než tři milióny lidí.

## Poloha
Ning-te hraničí na jihu s Fu-čou, na západě s Nan-pchingem, na sever s Wen-čou a provincií Če-ťiang a na východě s Tchajwanským průlivem a Východočínským mořem.

## Administrativní členění
Městská prefektura Ning-te se člení na devět celků okresní úrovně, a sice jeden městský obvod, dva městské okresy a šest okresů.
| Ťiao-čcheng okres · Sia-pchu okres · Ku-tchien okres · Pching-nan okres · Šou-ning okres · Čou-ning okres · Če-žung městský okres · Fu-an městský okres · Fu-ting |        |                       |                       |                    |                                  |
| Název | Název  | Počet obyvatel (2010) | Počet obyvatel (2020) | Rozloha km² (2020) | Hustota zalidnění (obyv. na km²) |
| český přepis | znaky  | Počet obyvatel (2010) | Počet obyvatel (2020) | Rozloha km² (2020) | Hustota zalidnění (obyv. na km²) |
| Městský obvod |        |                       |                       |                    |                                  |
| Ťiao-čcheng | 蕉城区 | 429 260               | 623 840               | 1 429              | 437                              |
| Městské okresy |        |                       |                       |                    |                                  |
| Fu-an | 福安市 | 563 640               | 609 779               | 1 795              | 340                              |
| Fu-ting | 福鼎市 | 529 534               | 553 132               | 1 484              | 373                              |
| Okresy |        |                       |                       |                    |                                  |
| Sia-pchu | 霞浦县 | 461 176               | 475 936               | 1 512              | 315                              |
| Ku-tchien | 古田县 | 323 700               | 323 771               | 2 372              | 137                              |
| Pching-nan | 屏南县 | 137 724               | 139 815               | 1 487              | 94                               |
| Šou-ning | 寿宁县 | 175 874               | 177 960               | 1 439              | 124                              |
| Če-žung | 柘荣县 | 88 387                | 92 989                | 548                | 170                              |
| Čou-ning | 周宁县 | 112 701               | 149 567               | 1 036              | 144                              |
| |        |                       |                       |                    |                                  |
| Celkem | Celkem | 2 821 996             | 3 146 789             | 13 103             | 240                              |

## Partnerská města
- Columbus, Indiana, USA (22. říjen 2010)
- Sibu, Malajsie (19. březen 2009)
- Špýr, Německo (7. prosinec 2012)
- Worms, Německo (7. prosinec 2012)